# Bruna Schmitz
Stephanie Bruna Schmitz (Salto do Lontra, 3 de abril de 1990) é uma surfista brasileira, que foi a mais jovem brasileira a se profissionalizar no surf. A atleta conquistou alguns títulos e já esteve entre as dez melhores do mundo quando competiu na elite do surf mundial (WCT) em 2009 e 2010.
Bruna, considerada uma das mais belas surfistas do mundo, hoje faz parte do time internacional da Roxy.

## Biografia e carreira
Bruna Schmitz nasceu em Salto do Lontra, no interior do Paraná, na Região Sul do Brasil. Ainda criança, foi morar no litoral do Paraná, quando seu pai, Valdemar Schmitz, foi trabalhar, primeiro no município de Guaratuba e depois em Paranaguá. Junto a sua mãe Fernanda Schmitz, seu pai e seus irmãos, a atleta então se estabeleceu em Matinhos. A cidade é conhecida nacionalmente pelas ondas perfeitas do “Pico de Matinhos”, que nos meses de inverno chegam a uma extensão de 400 metros. O local formou campeões brasileiros como Peterson Rosa e Jihad Khodr.
Alessandro Schmitz, irmão mais velho de Bruna, foi o primeiro a começar a surfar. Aos 9 anos, Bruna e sua irmã Jéssica seguiram os passos do irmão quando a Federação Paranaense de Surf, comandada por Juca de Barros, criou uma escola de surf para iniciantes no verão de 1999/2000.
No inverno do ano 2000, Bruna era praticamente a única das alunas remanescentes da escola. Mesmo sofrendo de hipotermia em função da água gelada e a falta de equipamentos adequados, Bruna teve seu esforço reconhecido. Foi descoberta por um treinador e manager de atletas que decidiu investir na sua carreira. Rodrigo “Tusca” Baptista lhe forneceu a primeira prancha nova, roupa de surf personalizada, equipamentos e treinamentos. Seu primeiro patrocinador foi a Waikiki e logo Bruna começou a participar de competições locais.
Por falta de uma categoria feminina dividida por idade, Bruna chegou a disputar competições contra garotos de 10 a 14 anos, vencendo algumas disputas e ganhando experiência. Aos 11 anos, Bruna embarcou para uma temporada de treinos no Equador juntamente com uma equipe de atletas e fotógrafos da revista Fluir.
Aos treze anos, entrou para a equipe de surf da Billabong e venceu a etapa paulista do Billabong Girls Pro Jr, disputada em Maresias. Bruna era a atleta mais nova da competição – para meninas com até 20 anos – e ficou com o prêmio principal, uma passagem para o Hawaii.
Ainda aos 13, Bruna Schmitz embarcou sozinha para o Hawaii, onde treinou por três meses nas famosas ondas do North Shore. No retorno, disputou e venceu o Rip Curl Grom Search. A competição para atletas com até 16 anos de idade lhe rendeu o maior prêmio de uma competição amadora no Brasil: a vaga para representar o país no Mundial Sub 16 na Austrália, passagem, estadia e ainda um curso de inglês.
No Rip Curl Grom Search Bells Beach, em Victoria, Melbourne, Bruna conquistou a terceira colocação para o Brasil. No ano seguinte, Schmitz repetiu a dose e venceu novamente a seletiva brasileira, sendo a primeira bicampeã da competição.
Em 2004, passou a integrar a Seleção Brasileira de Surf nas competições sul-americana, pan-americana e mundial. Participou do ISA Surfing Games no Peru, Portugal e na Califórnia, nos EUA, conquistando medalhas de bronze, prata e ouro.
Com 15 anos, Bruna venceu conseguiu os pontos necessários para integrar o Super Surf – Campeonato Brasileiro de Surf - e aos quinze, se tornou a mais jovem atleta a se profissionalizar no Brasil. No mesmo ano, em 2005, assinou seu primeiro contrato com a marca Roxy, do grupo Quiksilver Inc.
Em 2006, venceu o Reef Classic Pró Jr no Rio de Janeiro e ainda terminou em quarto lugar no seu ano de estreia no Super Surf. Com apenas 17 anos de idade, recém profissionalizada, a surfista paranaense iniciou a sua participação já no Circuito Mundial, o WQS (World Qualifying Séries).
Aos 18 anos, Bruna chegou à final da etapa australiana da divisão de acesso à elite do surf mundial, e juntamente com outros grandes resultados ao longo do ano na Europa, Brasil e Hawaii, conquistou uma das dez vagas para o WCT 2019 – World Championship Tour.
Nos anos de de 2009 e 2010, Bruna fez parte da elite mundial conquistando excelentes resultados para o Brasil. Fora d’água, a carreira como modelo explodiu. No ano de 2011, foi a primeira surfista brasileira a ser destaque na Sports Illustratred Swimsuit Edition. Ainda em 2011, Bruna, ao lado de Paulo Zulu, Pedro Scooby e Diego Alemão, participou do reality show Nas Ondas de Itacaré, do Esporte Espetacular, da Rede Globo.
Em 2013, mudou para Manhattan Beach, na Califórnia, e ingressou na equipe de embaixadores globais da Roxy, deixando as competições de lado.
Em 2015, foi a primeira surfista a fazer parceria com a marca Estée Lauder. No ano seguinte, fez papel de dublê no filme The Tribes of Palos Verdes, estrelado por Jennifer Garner. Já no seu quinto passaporte e tendo cidadania americana, Bruna Schmitz se tornou Stephanie Bruna Schmitz Zaun ao se casar com Dane Zaun em Malibu, no início de outubro de 2016.
Considerada uma das surfistas mais bonitas do mundo pela revista Playboy, Bruna já fotografou para várias revistas em diversos países como VIP (Brasil), Cosas (Chile), Transworld Surf (Austrália) e também na França, Espanha e Portugal. Na web, Bruna Schmitz conta com mais de 215 mil curtidas em sua fanpage do Facebook.
Atualmente, vive em Redondo Beach e é a atleta mais antiga do time Roxy/Quiksilver. 

## Títulos
| Ano  | Competição                           | Título      | Local                             |
| 2003 | Billabong Girls Pró                  | Campeã      | Maresias, São Paulo               |
| 2004 | Rip Curl Groom Search                | Campeã      | Guarujá, São Paulo                |
| 2005 | Rip Curl Groom Search                | Bi-campeã   | Guarujá, São Paulo                |
| 2005 | ISA Surfing Games                    | Bronze      | Ericeira, Portugal                |
| 2006 | ISA Surfing Games                    | Prata       | Huntington Beach, Califórnia, EUA |
| 2006 | ISA Surfing Games                    | Prata       | Lima, Peru                        |
| 2006 | Super Surf – Brasileiro Profissional | Vice-campeã | Barra, Rio de Janeiro             |
| 2006 | Reef Classic Pró Jr                  | Campeã      | Barra, Rio de Janeiro             |
| 2008 | Roxy Surf Festival                   | Vice-campeã | Phillip Island, Austrália         |